# بخش گاندیناگر
بخش گاندیناگر (به انگلیسی: Gandhinagar district) یک منطقهٔ مسکونی در هند است که در گجرات واقع شده‌است. بخش گاندیناگر ۲٬۱۶۳ کیلومتر مربع مساحت و ۱٬۳۹۱٬۷۵۳ نفر جمعیت دارد.